# Viničné Šumice
Viničné Šumice (en allemand : Schumitz) est une commune du district de Brno-Campagne, dans la région de Moravie-du-Sud, en République tchèque. Sa population s'élevait à 1 357 habitants en 2020.

## Géographie
Viničné Šumice se trouve à 5 km à l'ouest-nord-ouest de Rousínov, à 15 km à l'ouest-sud-ouest de Vyškov, à 17 km à l'est de Brno et à 198 km au sud-est de Prague.
La commune est limitée par Pozořice au nord-ouest et au nord, par Rousínov à l'est, par Velešovice au sud, et par Kovalovice au sud-ouest.

## Histoire
La première mention écrite de la localité date de 1350.